# Thiên đàng

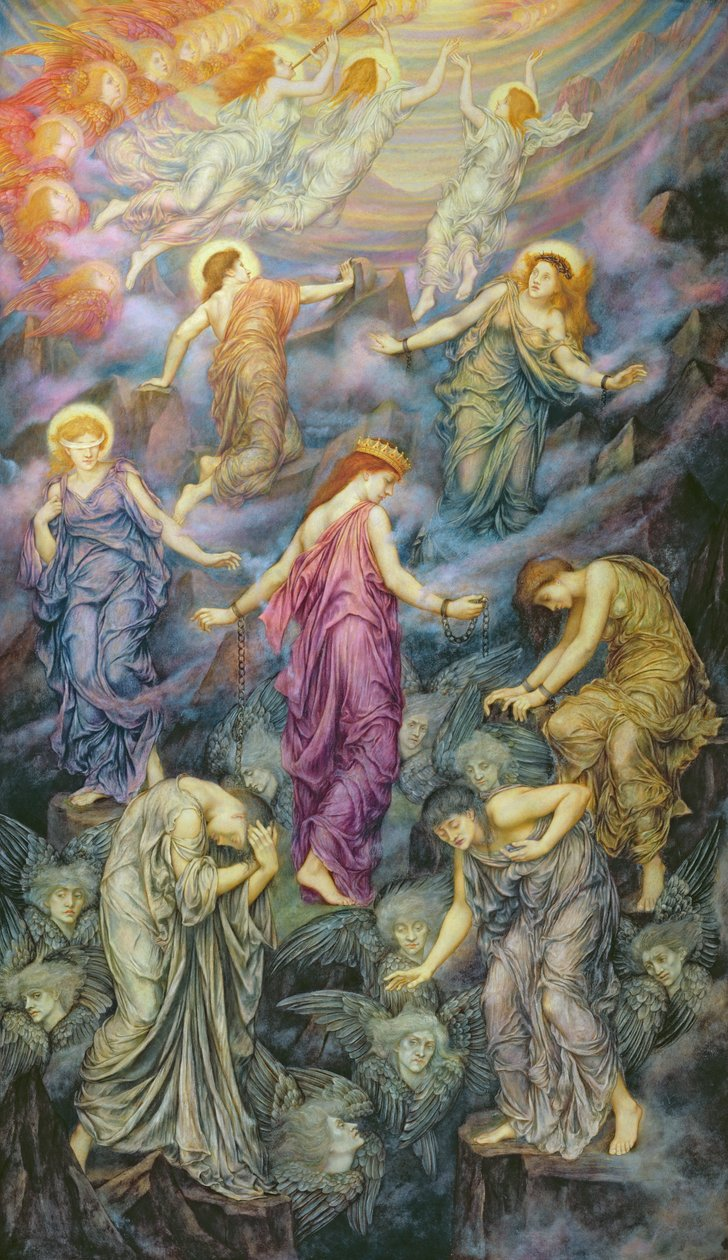
Thiên đàng

Thiên đàng, thiên đường (chữ Hán: 天堂) hay Thiên giới (天界), Thiên quốc (天國), Thượng giới (上界) là những khái niệm được mô tả trong nhiều tín ngưỡng, tôn giáo khác nhau trên thế giới, nhằm chỉ đến một thế giới vượt trên thế giới hiện thực của loài người, là nơi cư ngụ của đấng tối cao và các vị thần tiên quyền năng, nơi chỉ toàn sự hạnh phúc, sung sướng và tuổi thọ vĩnh cửu.

## Những khái niệm
Trong khi hiện hữu vô số các khái niệm khác nhau về Thiên đàng thì quan niệm tiêu biểu của những người tin vào Thiên đàng thường phụ thuộc vào truyền thống tôn giáo riêng biệt của họ. Các tôn giáo khác nhau miêu tả Thiên đàng là nơi chốn dành cho Thiên thần, các nam và nữ thần, cũng như các vị anh hùng (nhất là trong Thần thoại Hi Lạp). Thiên đàng thường được hiểu là nơi chốn của phước hạnh, đôi khi được hiểu là chỗ ở phước hạnh vĩnh cửu.
Những người tin vào thiên đàng cho rằng thiên đàng (hoặc Hoả ngục) là chỗ ở  của nhiều người hoặc toàn thể nhân loại. Trong một số trường hợp, có những người, theo truyền thuyết hoặc theo lời chứng, có những trải nghiệm cá nhân giúp hiểu biết về Thiên đàng. Họ tin rằng những trải nghiệm họ có được là để thuật lại cho người khác biết về sự sống, Thiên đàng và Thiên Chúa.
Trong phần lớn các giáo hội thuộc cộng đồng Kitô giáo, Thiên đàng là sự trở lại tình trạng trước khi sa ngã của loài người, sự tái lập Vườn Eden, ở đó con người được tái hợp với Thiên Chúa trong tình trạng toàn hảo và tự nhiên của sự sống đời đời. Kitô hữu tin rằng sự tái hợp này giữa con người và Thiên Chúa được hoàn tất qua sự hi sinh của Chúa Giê-su Kitô khi ngài chết trên thập tự giá vì tội lỗi của loài người.
Quan niệm phổ biến của hầu hết các tôn giáo là khi vừa lìa đời, con người sẽ bước ngay vào thiên đàng. Tuy nhiên, không phải tất cả Kitô hữu chia sẻ niềm tin này. Nhiều người trong cộng đồng Kitô giáo tin rằng trước khi vào thiên đàng cần phải chờ đợi "cho đến khi thế gian này qua đi".
Trong Thần học Kitô giáo, có hai khái niệm hỗ tương về thiên đàng thường được gọi là "sự sống lại của thân xác" và "sự bất diệt của linh hồn". Trong khái niệm đầu, linh hồn sẽ không lên Thiên đàng cho đến khi có sự phán xét sau cùng là lúc thân xác được hồi sinh và mọi người chịu xét xử. Trong khái niệm sau, linh hồn lên thẳng thiên đàng sau khi chết. Cả hai khái niệm này được kết hợp trong học thuyết hai lần phán xét, theo đó linh hồn chịu phán xét lần đầu sau khi chết để vào ở một nơi phước hạnh tạm thời (paradise) trong khi chờ đợi sự phán xét lần thứ hai trong ngày Tận thế.

## Điều kiện
Các tôn giáo trình bày những quan điểm khác nhau về điều kiện cần có để vào Thiên đàng, nhưng hầu hết đều cho rằng cần có một cuộc sống "thiện hảo" (theo ý nghĩa của các hệ thống tâm linh). Một ngoại lệ quan trọng là niềm xác tín của cộng đồng Kháng Cách, dựa trên tín lý Duy Đức tin (sola fide), nhấn mạnh đến đức tin chấp nhận Chúa Giê-su Kitô là Đấng gánh thay tội lỗi cho con người là điều kiện tiên quyết, thay vì tập chú vào những việc lành đã làm hoặc những tội lỗi đã phạm trong cuộc sống (Xem Năm Tín lý Duy nhất). Nhiều tôn giáo tin rằng nếu không được lên Thiên đàng thì phải xuống hoả ngục, nơi chốn của sự trừng phạt. Có một thiểu số (những người chấp nhận thuyết phổ độ – universalism) tin rằng mọi người đều sẽ vào Thiên đàng, bất kể người ấy đã sống như thế nào trên đất.
Thuyết Phổ độ nói rằng, chúng ta đều biết là trên chín tầng mây có Thiên đàng còn dưới lòng đất chẳng có gì cả vì lòng đất không có không khí, tối như mực, nhiệt độ lại quá cao không gì có thể ở được. Những người sinh thời sống tốt khi chết đi sẽ lên Thiên đàng, thành hồn ma tốt còn những người sinh thời sống không tốt khi chết đi vẫn lên thiên đàng, thành hồn ma xấu.
Những người không tôn giáo có vẻ đều tin vào thuyết này và họ tin rằng, họ đang cần có phước hạnh vĩnh cửu. Theo niềm tin của họ, hỏa ngục (tức địa ngục) cùng ma quỷ chỉ là mê tín, vì dưới lòng đất chẳng có gì và nhiệt độ quá cao.1 ngày ở thiên đàng bằng 2700 năm ở dưới trần thế

## Cơ Đốc giáo

### Chính Thống giáo
Giáo huấn của các cộng đồng Cơ Đốc giáo Đông phương về Vương quốc Thiên đàng, hoặc Vương quốc của Thiên Chúa, lập nền trên Kinh Thánh, do đó bao gồm nhiều yếu tố đồng thuận với quan điểm của các giáo phái Cơ Đốc khác. Một số miêu tả về Vương quốc này có thể liệt kê khái quát như sau:
- Sống an bình trong Đất Mới – Is. 2:2-4, 9:7, 11:6-9, 27:13, 32:17-18, 33:20-21, 60:17-18, Ez. 34:25-28, 37:26, Zech 9:10, Matt. 5:3-5, Rev. 21
- Sự cai trị đời đời của Vua là Đấng Messiah – Ps. 72, Jer 31:33-34, Zech 2:10-11, 8:3, 14:9, Matt 16:27, Rev 21:3-4
  - Hậu duệ của Vua David, Is. 9:6-7, 11:1-5
- Sự Toàn hảo của Thân xác – Không còn đói, khát, sự chết hoặc bệnh tật.... – Is. 1:25, 4:4, 33:24, 35:5-6, 49:10, 65:20-24, Jer. 31:12-13, Ez. 34:29, 36:29-30, Micah 4:6-7, Zeph. 3:9-19, Matt 13:43
- Những thành đổ nát nay đông đảo cư dân và bầy chiên – Is. 32:14, 61:4-5, Ez. 36:10,33-38, Amos 9:14

### Kháng Cách
Theo dòng lịch sử, một trong những nguyên nhân chia cắt Cơ Đốc giáo là các quan điểm dị biệt về điều kiện được vào thiên đàng. Từ thế kỷ 16 đã hiện hữu ba quan điểm của ba trào lưu Cơ Đốc chính yếu: Công giáo Rôma, Chính Thống giáo và Kháng Cách.
Tín hữu Công giáo tin rằng sau khi chết cần phải vào Ngục luyện tội (Purgatory) để được thanh tẩy tội lỗi rồi mới có thể vào thiên đàng, nhưng quy trình này chỉ hiệu quả với các loại "khinh tội" (tội nhẹ). Nhiều tín hữu Anh giáo chấp nhận xác tín này mặc dù nguồn gốc lịch sử của họ với đức tin Kháng Cách. Tuy nhiên, Giáo hội Chính Thống tin rằng chỉ có Thiên Chúa là Đấng có tiếng nói sau cùng quyết định ai là người sẽ vào thiên đàng. Theo đức tin Chính Thống giáo, thiên đàng nên được hiểu là sự hiệp nhất và tương giao mật thiết với Thiên Chúa Ba Ngôi. Như vậy, thiên đàng trong trải nghiệm của tín hữu Chính Thống giáo là một thực tế có thể được nhận biết và nếm trải ngay trong đời này bằng cách tham dự vào thân thể của Chúa Cơ Đốc, Hội thánh, và sau đó trong cõi vĩnh hằng.
Theo đức tin Kháng Cách, điều kiện vào thiên đàng hoàn toàn phụ thuộc vào hành động chấp nhận ân điển của Thiên Chúa, qua đức tin trông cậy vào Chúa Giê-xu. Thần học Kháng Cách tập chú vào sự kiện Chúa Giê-xu chết trên thập tự giá, gánh chịu sự trừng phạt vì tội lỗi của thế gian. Trái với quan điểm Công giáo (được xác nhận và miêu tả tại Công đồng Trent vào thế kỷ 16), hầu hết tín hữu Kháng Cách tin rằng sự cứu rỗi có được chỉ bởi ân điển của Thiên Chúa, chỉ do đức tin tiếp nhận Chúa Cơ Đốc ("sola gratia, sola fide" – xem Năm Tín lý Duy nhất), mà không bởi việc lành cũng không bởi việc gia nhập một tổ chức giáo hội nào. Vì vậy, bất cứ ai, bởi đức tin, chân thành tiếp nhận Chúa Cơ Đốc và nài xin sự tha thứ của Thiên Chúa, sẽ được thanh tẩy mọi tội lỗi và được bảo chứng chắc chắn sự sống vĩnh cửu trong thiên đàng. Theo quan điểm Kháng Cách, nếp sống thiện hảo là kết quả tất yếu của cuộc sống đã được tái sinh trong ân điển, bởi sự vận hành của Chúa Thánh Linh.
Có sự phân nhánh trong thần học Kháng Cách, chủ yếu là thuộc về hai trào lưu: hệ tư tưởng Calvin và hệ tư tưởng Arminus. Thần học Calvin tin rằng một người được cứu rỗi (vào thiên đàng) là do sự tiền định của Thiên Chúa – nghĩa là mọi tín hữu Cơ Đốc đều đã được chọn từ thuở ban đầu để nhận lãnh sự cứu rỗi. Đức tin tiếp nhận Chúa Cơ Đốc là điều căn cốt, nhưng có được đức tin là bởi người ấy đã được chọn bởi Thiên Chúa. Trong khi đó, Thần học Arminus chấp nhận một hình thức dung hoà hơn của học thuyết tiền định, theo đó, một người, bởi ý chí tự do, có thể quyết định tiếp nhận Chúa Cơ Đốc hay không mà không có sự can thiệp từ quyền lực thần thượng. Tuy nhiên, có những quan điểm trung dung được chấp nhận rộng rãi trong cộng đồng Kháng Cách, được quảng bá bởi những nhân vật có ảnh hưởng lớn như John Wesley (thuộc thần học Arminius) và Charles Finney (thần học Calvin). Những người chỉ trích thần học Kháng Cách cho rằng có sự mâu thuẫn giữa ý tưởng một người có thể được cứu rỗi do sự chọn lựa đặt niềm tin vào Chúa Cơ Đốc với ý niệm cho rằng Thiên Chúa đã chọn trước một số người để hưởng thiên đàng. Song, cả Sứ đồ Phao-lô và Polycarp đều không cho là có bất cứ mâu thuẫn nào giữa quyền tể trị của Thiên Chúa và khả năng của con người để lĩnh hội và chấp nhận ân điển. Nhiều tín hữu Kháng Cách cho rằng cả hai ý niệm này đều được luận giải rõ ràng trong Kinh Thánh: sự cứu rỗi đời đời để được ở cùng Thiên Chúa trong thiên đàng là ân điển thiên thượng được ban cho bởi Thiên Chúa, dành sẵn cho "bất cứ ai" muốn tiếp nhận Chúa Giê-xu để được cứu rỗi.
Song hành với xác tín cho rằng sự sống đời đời ở thiên đàng là sự ban cho của Thiên Chúa bởi đức tin tiếp nhận Chúa Cơ Đốc, tín hữu Kháng Cách tin rằng một người tiếp tục nếp sống tội lỗi chắc chắn sẽ bị khước từ khỏi thiên đàng; họ tin rằng chỉ dùng lời nói để bày tỏ đức tin vào Chúa Cơ Đốc là không đủ, nhưng cần phải tuân giữ giáo huấn của ngài cũng như phải sống cuộc đời tốt lành và xứng hiệp với đức tin. Bởi vì Kinh Thánh dạy rằng ngay cả ma quỷ cũng "tin" Chúa Giê-xu, nhưng ma quỷ không thể vào thiên đàng. Có đức tin thật nghĩa là xưng nhận mọi tội lỗi và tin rằng chỉ có Chúa Cơ Đốc, đấng đã chết để chuộc tội cho con người, là Đấng cứu rỗi và ban cho sự sống đời đời ở thiên đàng. Đối với tín hữu Kháng Cách, bất tuân Thiên Chúa và theo đuổi nếp sống tội lỗi là một minh chứng hoặc của sự không chân thật khi xưng nhận đức tin, hoặc của sự "sa ngã" sau khi xưng nhận đức tin. Hebrew 6. 4-8 được dùng để hỗ trợ luận điểm cho rằng những người "đã được cứu" có thể bị sa ngã và vuột mất ân điển, trong khi Giăng (hoặc Gioan) 10. 27-30 ký thuật lời Chúa Giê-xu hứa rằng không ai có thể cướp giật khỏi tay Thiên Chúa những người đã tiếp nhận Chúa Giê-xu và trung tín bước đi trong sự dẫn dắt của ngài.
Sự khác biệt giữa thần học Công giáo và thần học Kháng Cách là trong khi Giáo hội Công giáo dạy rằng một người được vào thiên đàng là bởi đức tin vào Chúa Giê-xu và bởi cuộc sống xứng hiệp và tốt lành, thần học Kháng Cách tin rằng sự cứu rỗi có được chỉ bởi ân điển qua đức tin trông cậy vào thân vị và công đức của Chúa Giê-xu, và một tín hữu thật là người thật tâm muốn thay đổi nếp sống và bước đi trong sự thánh khiết.
Thiên đàng cũng là chủ đề thú vị trong hệ tư tưởng Cơ Đốc, ấy là sự phục sinh của thân xác hiện diện trong khái niệm về đời sau. Giai đoạn trung gian (giữa sự chết và sự phục sinh) vẫn không được luận giải rõ ràng. Tuy nhiên, tình trạng sau cùng của tín hữu là một thân xác mới, hồi sinh và không còn bị rữa nát, sống trong thành Jerusalem mới. Linh hồn và thân xác sẽ không bao giờ bị tách rời. Cái chết không còn là phần tất yếu của sự sống, bởi vì sự chết đã đến sau hành động bất tuân của Adam và Eva đối với Thiên Chúa (xem nguyên tội) đến nỗi nhân loại đánh mất sự sống vĩnh cửu và sống trong tình trạng tội lỗi, nghĩa là bị phân cách với Thiên Chúa. "hê basileia tou ouranou" trong Hi văn thường được dịch là "Vương quốc Thiên đàng", theo nghĩa đen là "quyền cai trị của các tầng trời", ở đây "các tầng trời" nghĩa là Thiên Chúa.
Nhiều người tin rằng "sản nghiệp" của thiên đàng là phi vật chất; phước hạnh ở đây là vĩnh hằng, không hề hư nát, không bị hủy diệt cũng không thể bị tước đoạt. Sau khi chết, người được cứu sẽ được hưởng những phước hạnh như được ở trong sự hiện diện của Thiên Chúa (Khải Huyền 22. 3-4), vắng bóng sự đau đớn và buồn khổ (Khải Huyền 21.4). Hơn nữa, ngay trong đời này họ cũng có thể hưởng những phước hạnh tương tự như sự bình an (Philippians 4.7), và lòng vui thỏa (Giăng 16. 22).

### Công giáo

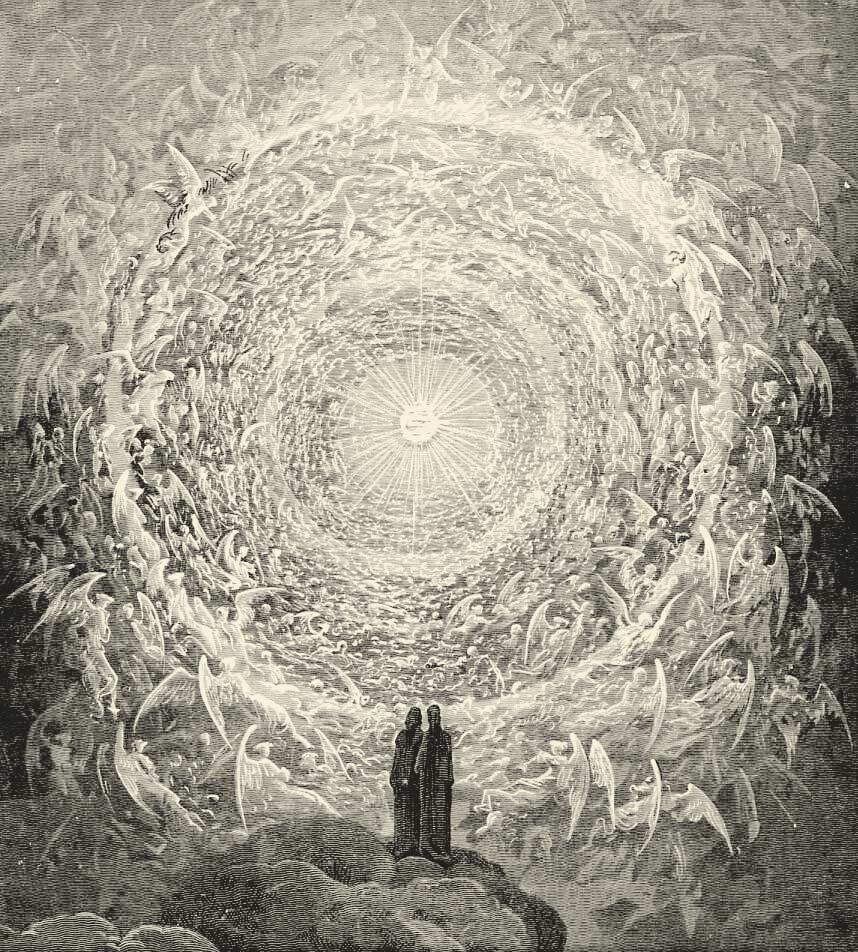
Dante và Beatrice nhìn lên thiên đàng. Họa phẩm của Gustave Doré minh họa Thần khúc.

Theo giáo lý Công giáo, thiên đàng là nơi ngự trị của Thiên Chúa, Đức Mẹ, các thiên sứ, và các thánh. Theo giáo lý Đức Mẹ Hồn Xác lên Trời, Mẹ Đồng trinh "sau khi hoàn tất công việc của Mẹ trên đất, hồn và xác được đem vào thiên đàng vinh hiển", điều này ngụ ý thiên đàng là nơi ở cho cả phần hồn lẫn phần xác.
Giáo huấn Công giáo về thiên đàng được trình bày trong Giáo lý của Giáo hội Công giáo: "Những ai chết trong ân điển và tình bằng hữu của Thiên Chúa được thanh tẩy hoàn toàn và sống đời đời... Sự sống trọn vẹn này với Thiên Chúa... được gọi là thiên đàng. Đó là mục tiêu tối hậu và là sự ứng nghiệm đầy trọn những khao khát sâu xa nhất của con người, đó là tình trạng phước hạnh tuyệt đối và vĩnh hằng."
Sau khi chết, mỗi linh hồn phải đối diện với "sự phán xét đặc biệt" để hoặc sẽ vào thiên đàng sau khi ở Luyện ngục (Purgatory), hoặc vào thẳng thiên đàng, hoặc vào Hỏa ngục. Ý niệm này khác với quan điểm "sự phán xét chung" hoặc "sự phán xét sau cùng" khi Chúa Cơ Đốc trở lại để phán xét kẻ sống và kẻ chết.
Nhiều giáo dân Công giáo Rôma tin rằng Tổng lãnh Thiên thần Micae đem các linh hồn lên thiên đàng, cũng phổ biến xác tín cho rằng Thánh Phêrô chào đón các linh hồn ngay tại "Cửa thiên đường" dựa trên niềm tin Chúa Kitô giao cho Thánh Phêrô – là giáo hoàng đầu tiên theo niềm tin Công giáo – chìa khóa thiên đàng.
Thiên đàng là nơi chốn dành cho những ai đã được thanh tẩy, người chết trong tội lỗi không được phép vào. "Những ai chết trong ân sủng và tình bằng hữu của Thiên Chúa và được thanh tẩy hoàn toàn sẽ sống đời đời với Chúa Kitô. Họ đời đời giống Thiên Chúa, vì họ "nhìn thấy Ngài" mặt đối mặt." (Giáo lý Giáo hội Công giáo 1023) "Những ai chết trong ân sủng và tình bằng hữu của Thiên Chúa và được thanh tẩy không trọn vẹn, dù không được chắc chắn sự cứu rỗi đời đời, phải trải qua sự thanh tẩy sau khi chết, cũng sẽ đạt được sự thánh khiết cần thiết để bước vào sự vui thoả của Thiên Chúa." (Giáo lý Giáo hội Công giáo 1054).
Nếu một người chịu rửa tội đúng cách, khi chết người ấy sẽ lên thiên đàng (theo đức tin Công giáo Rôma, thánh lễ rửa tội (báp têm) xoá sự trừng phạt hiện thời hay vĩnh cửu của mọi tội). Nếu một người không bao giờ phạm trọng tội, trong khi đã được xoá các khinh tội trước khi chết, người ấy sẽ vào thiên đàng.
Song, đa phần sẽ vào thiên đàng sau khi qua Luyện ngục (hoặc "nơi thanh tẩy"). Trong Luyện ngục, linh hồn phải chịu trừng phạt vì những tội đã phạm khi còn sống, nhưng không phải luôn luôn như vậy. Nếu một người dự thánh lễ, xưng tội đúng cách, cũng như đã được đại xá (plenary indulgence), sau khi chết sẽ vào thiên đàng. Có nhiều cách để được đại xá, chiếu theo các thánh chỉ của Giáo hoàng. Để được đại xá, cần phải dự thánh lễ xưng tội đúng cách, ăn năn, dự Bí tích Thánh thể đúng cách, đọc một số lần các kinh như Kinh Lạy Cha, Kinh Kính Mừng, Kinh Sáng Danh và làm số công đức. Hơn nữa, người ấy cần phải giữ mình khỏi mọi tội, trọng tội cũng như khinh tội, trong khi thực thi những điều này.
Nhiều người tin rằng họ cần phải nhận lãnh sự toàn xá để khỏi phải ở lâu trong ngục luyện tội trong khi những giáo dân bất đồng khác cho rằng nếu có thể tránh xa mọi tội lỗi thì không cần phải được đại xá.

## Hồi giáo
Xem thêm: Jannah

## Ấn giáo

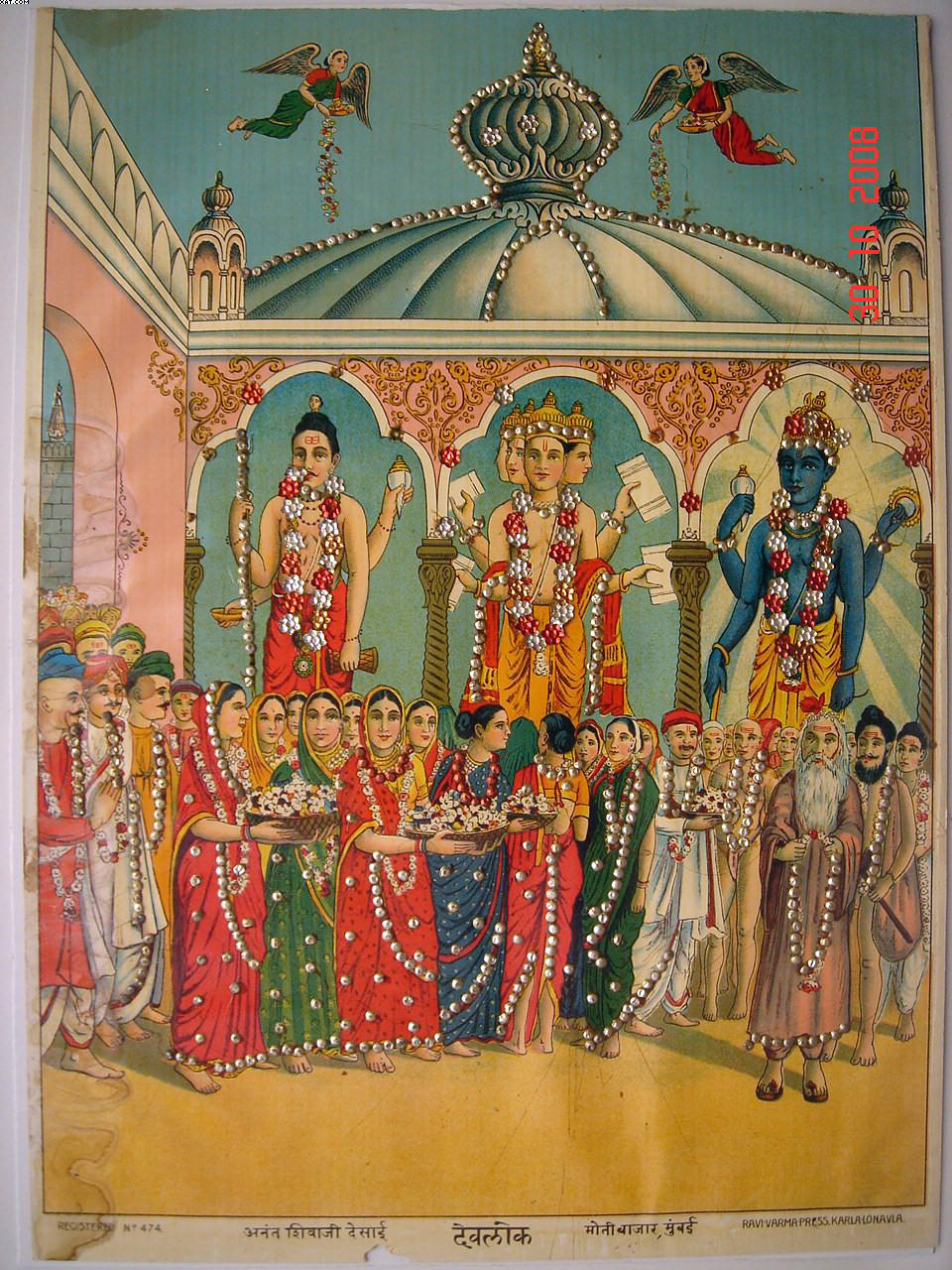
Ảnh họa mô tả Trimurti ngự tại Devaloka.

Trong Ấn giáo, cõi trời được gọi với cái tên devaloka (tiếng Phạn: देवलोक), là nơi các vị thần và thiên thần cư ngụ. Các devaloka thường được mô tả là những nơi có ánh sáng và sự tốt lành vĩnh cửu, tương tự như khái niệm về Thiên đường trong các tôn giáo khác.
Tín ngưỡng Ấn giáo rất rộng lớn và đa dạng, do đó Ấn giáo thường được coi là một nhóm các tôn giáo hơn là một tôn giáo duy nhất. Tùy mỗi nhánh Ấn giáo, những cư ngụ của các vị thần có thể được gọi bằng những cái tên khác nhau, như Svarga, nhưng hầu hết đều dùng devaloka. Trong các truyền thống Ấn giáo, devaloka được hiểu là một bình diện tồn tại tạm thời do thiện nghiệp của một người, hoặc một bình diện tồn tại vĩnh viễn đạt được khi một người đạt được viên mãn. Ở khái niệm thứ nhất, hầu hết, devaloka được coi là điểm dừng chân dẫn đến đích đến cuối cùng là thiên đường vĩnh cửu. Những cõi cao hơn này bao gồm Vishnuloka (Vaikuntha), Brahmaloka (Satyaloka) và Sivaloka (Kailasa), những nơi hợp nhất với các vị thần tối cao Vishnu, Brahma và Shiva. Theo đó, nơi devaloka được hiểu là tạm thời, một người phải tái sinh trở lại trần gian để trở nên tốt hơn, tu tập nhiều hơn và do đó đạt được sự giải thoát (moksha). Khi đạt được moksha, bất kỳ cuộc sống nào khác trở nên không cần thiết và người sẽ không tái sinh nữa, từ đó đạt đến thiên đường vĩnh cửu.

## Phật giáo
Trong Phật giáo, khái niệm cõi trời cũng lấy từ devaloka của Ấn giáo, được xem là nơi ở của chư thiên Phật giáo. Các thế giới của các chư thiên khác nhau rất nhiều tùy thuộc vào bản chất của cư dân của họ. Trong Phật giáo Đông Á, thường dùng khái niệm Thiên giới (天界), hoặc Đề-bà giới (提婆界; phiên âm từ devaloka), để chỉ một trong sáu cõi luân hồi. Theo đó, nếu như một người siêng năng hành thiện nghiệp, sau khi chết đi sẽ được lên thiên giới để được thụ hưởng sung sướng.
Truyền thống Phật giáo Đông Á tin rằng có hai mươi tám tầng trời (二十八天; Nhị thập bát thiên), nhưng khái niệm "28 tầng trời" lại không được đề cập rõ ràng trong kinh điển. Những vị thần hộ pháp trong Phật giáo thường được ghi nhận sống ở tầng trời thứ 20 hoặc 24.

## Đạo giáo
Xem thêm: Thiên đình